# مریخ ۲۰۲۰
مریخ۲۰۲۰ (به انگلیسی: Mars 2020) یک برنامهٔ کاوشگری و مریخ نوردی در حال اجرا و بخشی از برنامه اکتشاف مریخ ناسا است. این برنامه که مریخ‌نورد پشتکار و بالگرد مریخی نبوغ را شامل می‌شود در ۳۰ ژوئیه ۲۰۲۰ با استفاده از موشک اتلس ۵ به سوی سیارهٔ مریخ پرتاب شد.
و برابر انتظار در ۱۸ فوریهٔ ۲۰۲۱ در مریخ در دهانه برخوردی جیزرو در ساعت ۲۰:۵۶ UTC به سلامت فرود آمد. یکی از هدف‌های این کاوشگر بررسی حیات میکروسکوپی در مریخ است.
این مأموریت به منظور اجرای یک بررسی اخترزیست‌شناسانه در رابطه با پیشینهٔ مریخ باستان، بررسی فرایندهای ژئولوژیکی سطح مریخ در طول تاریخ خود، در نظر گرفته شده، از جمله ارزیابی زیست‌پذیری سیاره‌ای و امکان وجود بر روی مریخ در گذشته، و توان بالقوهٔ آن سیاره برای نگهداری رد پای زیست در موادِ قابل دسترسِ تشکیل‌دهندهٔ سطح آن است.
مأموریتِ این مریخ‌نورد که پشتکار نام دارد در ۴ دسامبر ۲۰۱۲ در نشست اتحادیه ژئوفیزیک آمریکا در سانفرانسیسکو توسط ناسا اعلام شد. در طراحی این مریخ‌نورد از طرح مریخ‌نورد کنجکاوی استفاده شده، اما بارهای ارزشمند علمی مختلفی را به همراه داشته‌است. تقریباً ۶۰ پیشنهاد برای ابزار دقیق مورد ارزیابی قرار گرفتند و در ۳۱ ژوئیه ۲۰۱۴، ناسا اعلام کرد که بارگیری برای مریخ‌نورد را اعلام کرده‌است.
دلیل طراحی نزدیک به مریخ نورد کنجکاوی، کاهش خطر شکست مأموریت و صرفه جویی در بودجه و زمان توسعه است.
چرخ‌های مریخ ۲۰۲۰ با عرض و قطر ۵۲٫۵ سانتیمتر، از جنس آلومینیوم، ضخیم‌تر و بادوام تر از چرخ‌های مریخ نورد کنجکاوی است.
مجموعاً ۲۳ دوربین در مریخ ۲۰۲۰ وجود دارد که ۵ دوربین بیشتر از مریخ نورد کنجکاوی است که نوید تصاویر رنگی و سه بعدی بیشتر از مریخ را می‌دهد. دوربین Mastcam-Z این مریخ نورد، قابلیت تصویربرداری استریوسکوپی به همراه زوم را نیز دارد که منجر به زاویه دید بازتر دوربین‌ها می‌شود.

## مأموریت

خودنگاره مریخ ۲۰۲۰ که پشتکار و نبوغ در آن دیده می‌شوند.

این مریخ‌نورد که برای پرتاب در سال ۲۰۲۰ در حال راه‌اندازی بود آزمایشگاه پیشرانش جت این مأموریت را مدیریت می‌کرد. ابزارهای علمی برای این مأموریت در ماه ژوئیه ۲۰۱۴ پس از یک رقابت آزاد برای بارهای مفید بر اساس اهداف علمی که یک سال قبل تعیین شده بود انتخاب شدند.
از ماموریت‌های این مریخ نورد می‌توان به جمع‌آوری و بسته‌بندی ۳۱ نمونه از سنگ‌ها و خاک سطحی مریخ اشاره کرد که برنامه‌ریزی شده تا در مأموریت بعدی برای تجزیه و تحلیل به زمین آورده شوند.

## محل فرود
در کارگاه آموزشی که ۸ تا ۱۰ فوریه ۲۰۱۷ در پاسادینا کالیفرنیا با هدف محدود کردن فهرست محل‌های فرود احتمالی مریخ نورد ۲۰۲۰ برگزار شده بود، سه سایت انتخاب شدند:
1. دهانه جیزرو (Jezero Crater)
2. شمال شرقی منطقه سیرتیس (Syrtis)
3. تپه کلمبیا (Columbia Hills)

در نهایت دهانه جیزرو در نوامبر ۲۰۱۸ به عنوان محل فرود انتخاب شد.